# Клодне
Клодне (пол. Kłodne) — село в Польщі, у гміні Ліманова Лімановського повіту Малопольського воєводства.
Населення — 1034 особи (2011).
У 1975—1998 роках село належало до Новосондецького воєводства.

## Демографія
Демографічна структура станом на 31 березня 2011 року:
|          | Загалом | Допрацездатний вік | Працездатний вік | Постпрацездатний вік |
| -------- | ------- | ------------------ | ---------------- | -------------------- |
| Чоловіки | 512     | 138                | 321              | 53                   |
| Жінки    | 522     | 146                | 276              | 100                  |
| Разом    | 1034    | 284                | 597              | 153                  |